# Winterset
Pour les articles homonymes, voir Winterset (homonymie).
La ville américaine de Winterset est le siège du comté de Madison, dans l’État de l’Iowa. Elle comptait 5 190 habitants lors du recensement de 2010.
Winterset fait partie de l’agglomération de Des Moines-West Des Moines.

## Personnalités liées à la ville
L’acteur John Wayne est né à Winterset le 26 mai 1907.
George Washington Carver a résidé à Winterset.
En 1994 Clint Eastwood y a tourné avec Meryl Streep le film Sur la route de Madison (source : bande terminale du DVD de Warner Bros 1995).

## Galerie photographique

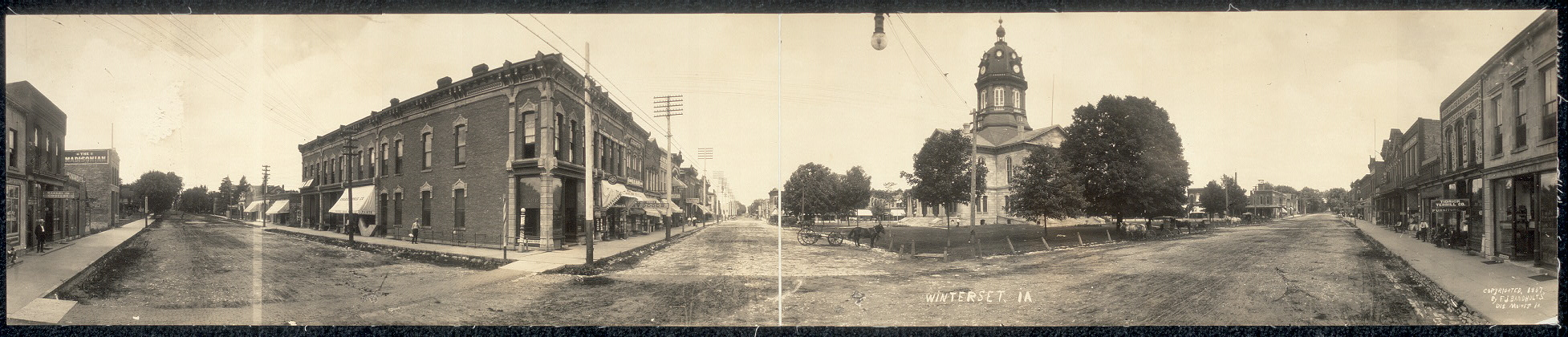
Le centre-ville de Winterset en 1907.
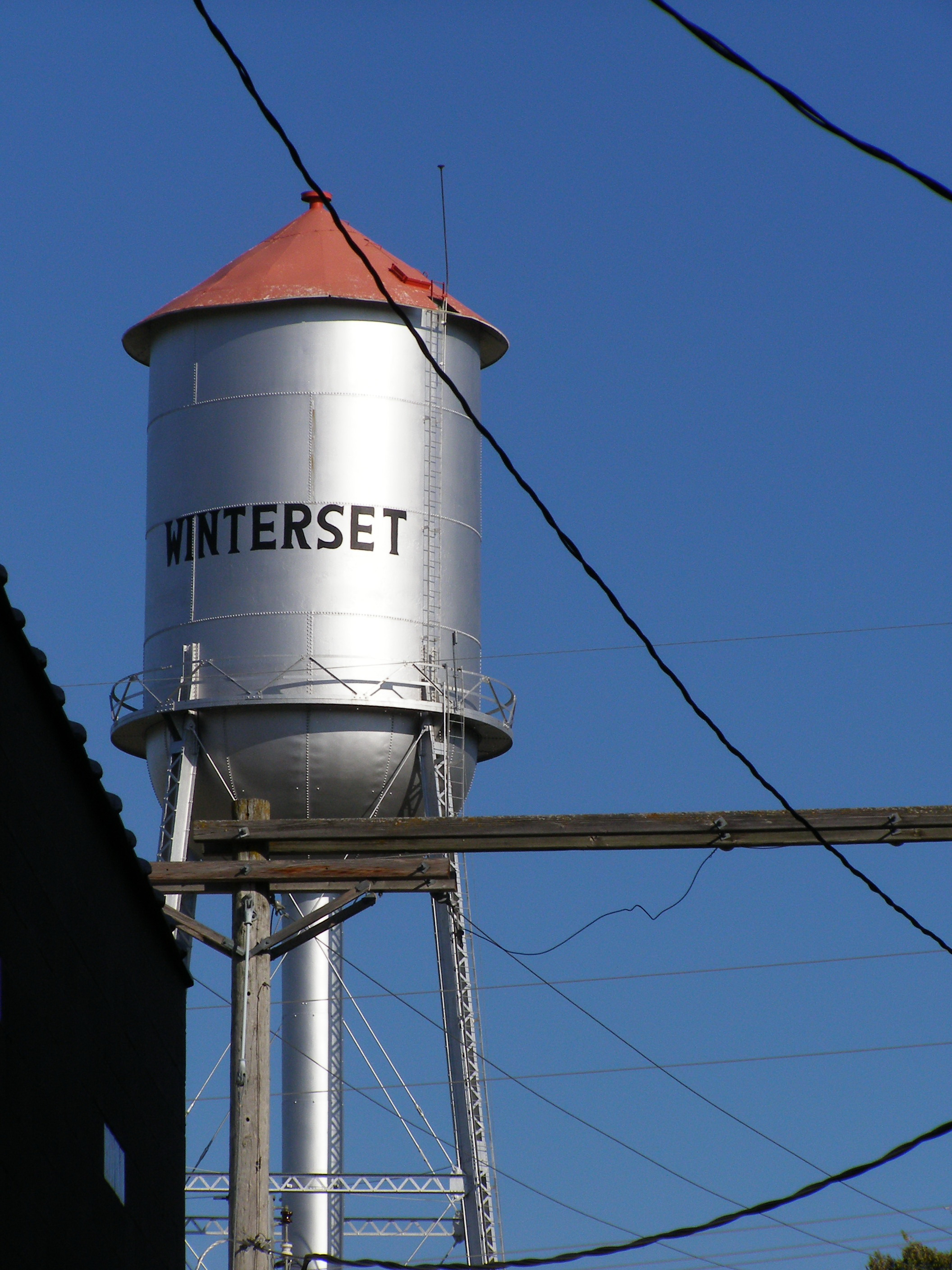
Château d’eau, à Winterset.
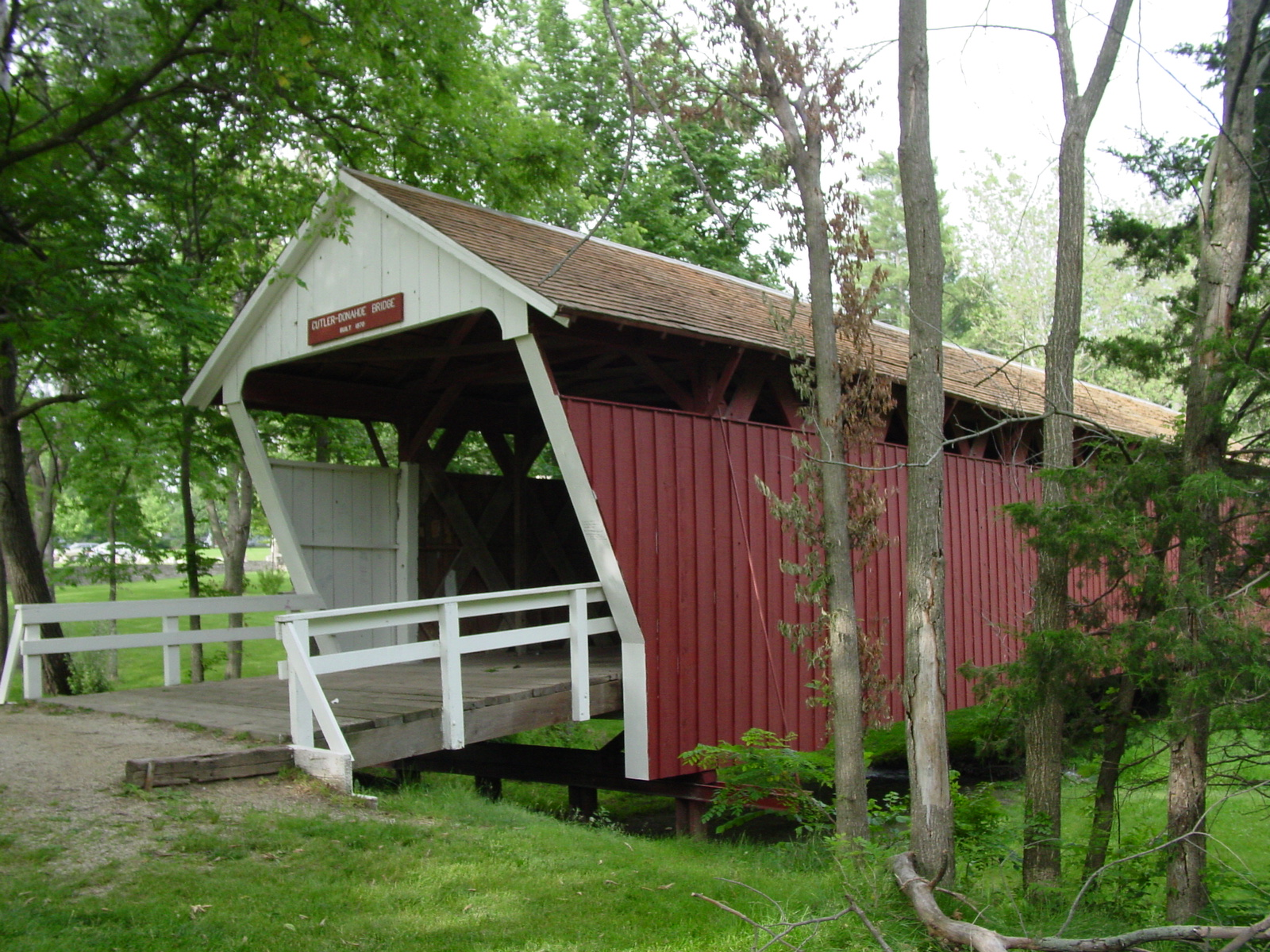
Le pont Cutler-Donahoe dans le parc de la ville de Winterset.
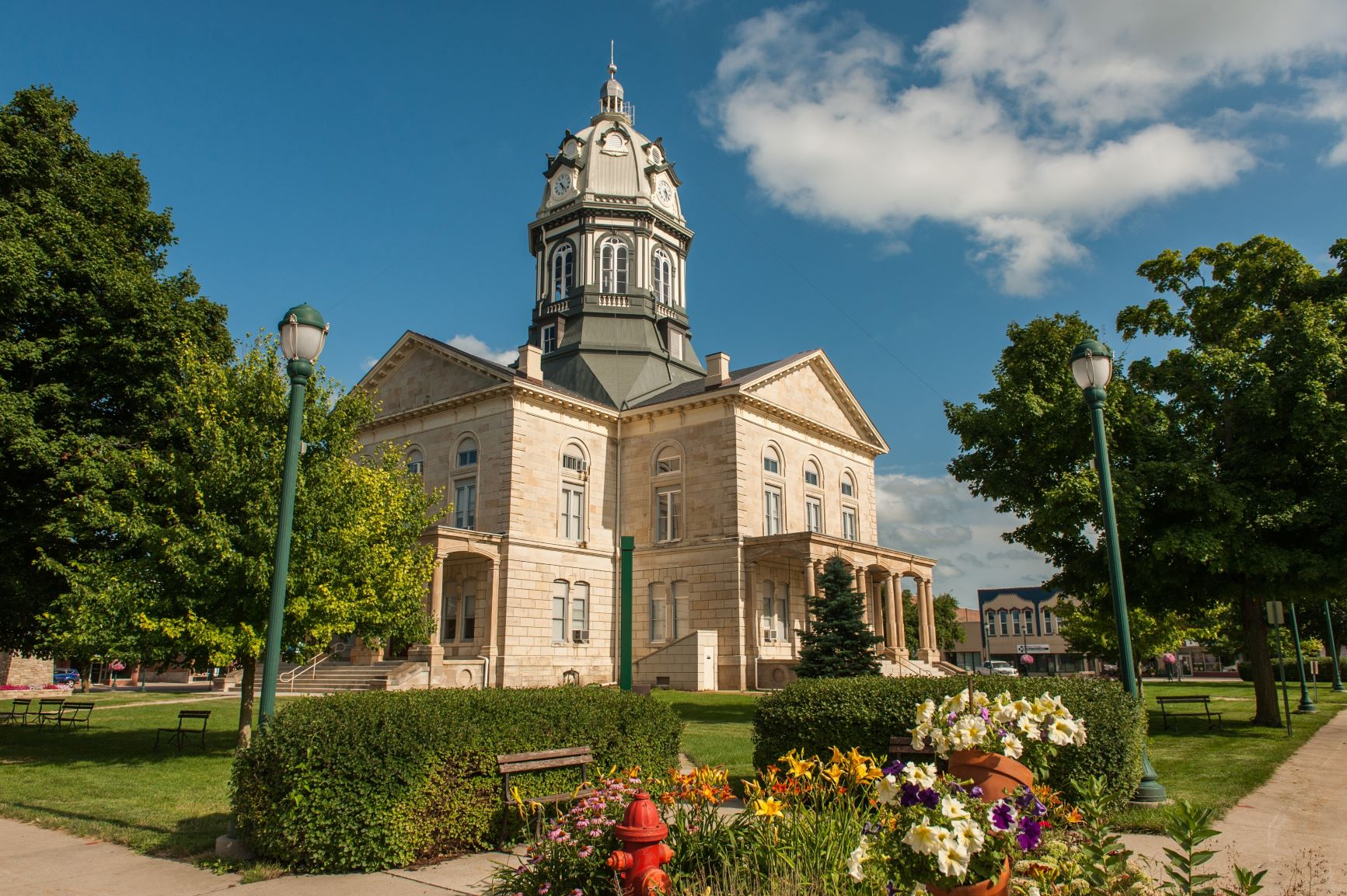
La cour de justice du comté.

## Source
- (en) Cet article est partiellement ou en totalité issu de l’article de Wikipédia en anglais intitulé « Winterset, Iowa » (voir la liste des auteurs).